# NGC 7488
NGC 7488 est une galaxie lenticulaire relativement éloignée et située dans la constellation des Poissons. Sa vitesse par rapport au fond diffus cosmologique est de 12 178 ± 26 km/s, ce qui correspond à une distance de Hubble de 179,6 ± 12,6 Mpc (∼586 millions d'al). NGC 7488 a été découverte par l'astronome allemand Albert Marth le 18 septembre 1864.